# Wahanie kwadratowe
Wariacja kwadratowa a. wahanie kwadratowe (procesu stochastycznego) – pojęcie analizy stochastycznej używane w analizie ruchu Browna i innych martyngałów.

## Definicja
Niech {\displaystyle X=(X_{t})_{t\geqslant 0}} będzie rzeczywistym procesem stochastycznym na pewnej przestrzeni probabilistycznej. Jeżeli dla każdego {\displaystyle t} istnieje granica w sensie zbieżności według prawdopodobieństwa
|  |  | {\displaystyle [X]_{t}=\lim _{\\|\Pi \\|\to 0}\sum _{k=1}^{n}(X_{t_{k}}-X_{t_{k-1}})^{2},} |  | (A) |

gdzie {\displaystyle \Pi } jest dowolnym rozbiciem przedziału {\displaystyle [0,t]} postaci
{\displaystyle t_{0}=0<t_{1}<t_{2}<\ldots <t_{n-1}<t_{n}=t,}
przy czym
{\displaystyle \|\Pi \|=\max\{t_{k}-t_{k-1}\colon k=1,\dots ,n\},}
to proces {\displaystyle [X]=([X_{t}])_{t\geqslant 0}} (inne oznaczenie: {\displaystyle \langle X\rangle =(\langle X_{t}\rangle )_{t\geqslant 0}}) nazywany jest wariacją (bądź wahaniem) kwadratowym procesu {\displaystyle (X_{t})_{t\geqslant 0}.}
Ogólniej, dla pary procesów {\displaystyle X=(X_{t})_{t\geqslant 0},Y=(Y_{t})_{t\geqslant 0}} zdefiniowanych na tej samej przestrzeni probabilistycznej definiuje się ich kowariację wzorem
{\displaystyle [X,Y]_{t}=\lim _{\|\Pi \|\to 0}\sum _{k=1}^{n}\left(X_{t_{k}}-X_{t_{k-1}}\right)\left(Y_{t_{k}}-Y_{t_{k-1}}\right)\quad (t\geqslant 0).}
o ile tylko odpowiednie granice istnieją w sensie zbieżności według prawdopodobieństwa.
Z tożsamości polaryzacyjnej wynika wówczas, że
{\displaystyle [X,Y]_{t}={\tfrac {1}{4}}([X+Y]_{t}-[X-Y]_{t})\quad (t\geqslant 0).}

## Procesy Itô
Wariacja kwadratowa procesu Wienera {\displaystyle B} istnieje i wynosi
{\displaystyle [B_{t}]=t\quad (t\geqslant 0).}
Stwierdzenie to uogólnia się na inne procesy Itô, tzn. procesy, które można przedstawić w postaci
{\displaystyle X_{t}=X_{0}+\int _{0}^{t}\sigma _{s}\,\mathrm {d} B_{s}+\int _{0}^{t}\mu _{s}\,\mathrm {d} s,}
gdzie {\displaystyle B} jest procesem Wienera. Wówczas
{\displaystyle [X]_{t}=\int _{0}^{t}\sigma _{s}^{2}\,\mathrm {d} s.}